# Contre-la-montre par équipes féminin aux championnats du monde de cyclisme sur route 2013
Navigation
Fauquemont 2012 Ponferrada 2014
Le contre-la-montre par équipes féminin aux championnats du monde de cyclisme sur route 2013 a eu lieu le 22 septembre 2013 entre Pistoia et Florence, en Italie.

## Participation
Les équipes occupant les vingt premières places du classement UCI par équipes au 15 août reçoivent une invitation pour ce championnat. L'équipe italienne Vaiano Fondriest, classée 23e, est également invitée. Dix-sept équipes sont inscrites au départ.
Chaque équipe peut inscrire neuf coureuses, dont six disputent la course. Les coureuses doivent être issues de l'effectif de l'équipe.

## Parcours
Les équipes doivent parcourir 42,79 km. Le départ est donné sur la Piazza del Duomo de Pistoia et l'arrivée est jugée au Nelson Mandela Forum (en) de Florence. Deux chronomètres intermédiaires sont placés aux kilomètres 9,5 et 27,7.

## Règlement de course
Le temps de l'équipe à l'arrivée est pris sur la quatrième coureuse.
Les points au classement UCI et prix suivants sont attribués aux équipes en fonction de leur classement :
| Place       | 1er    | 2e    | 3e    | 4e    | 5e    | 6e  | 7e  | 8e | 9e | 10e |
| ----------- | ------ | ----- | ----- | ----- | ----- | --- | --- | -- | -- | --- |
| Points UCI  | 200    | 170   | 140   | 130   | 120   | 110 | 100 | 90 | 80 | 70  |
| Prix (en €) | 10 666 | 6 666 | 4 166 | 2 500 | 1 666 |     |     |    |    |     |

## La course
La formation Specialized-lululemon, en tête aux 2 chronos intermédiaires, conserve son titre, ce qui « était un énorme objectif pour l'équipe ». Elle devance l'équipe Rabo Women de Marianne Vos, qui visait « la médaille d'argent ou même l'or », de 1 minute 11 secondes et Orica-AIS de 1 minute 33 secondes.

## Classement
| Classement                | Équipe | Temps           |
| ------------------------- | --- | --------------- |
| Médaille d'or, monde      | Specialized-lululemon Lisa Brennauer (GER) Katie Colclough (GBR) Carmen Small (USA) Evelyn Stevens (USA) Eleonora van Dijk (NED) Trixi Worrack (GER)   | 51 min 10 s 69  |
| Médaille d'argent, monde  | Rabo Women Lucinda Brand (NED) Thalita de Jong (NED) Pauline Ferrand-Prévot (FRA) Roxane Knetemann (NED) Annemiek van Vleuten (NED) Marianne Vos (NED) | + 1 min 11 s 09 |
| Médaille de bronze, monde | Orica-AIS Annette Edmondson (AUS) Shara Gillow (AUS) Loes Gunnewijk (NED) Melissa Hoskins (AUS) Emma Johansson (SWE) Amanda Spratt (AUS)               | + 1 min 33 s 83 |
| 4                         | RusVelo | + 2 min 2 s 31  |
| 5                         | MCipollini Giordana | + 2 min 18 s 83 |
| 6                         | Wiggle Honda | + 2 min 33 s    |
| 7                         | Argos-Shimano | + 2 min 50 s 51 |
| 8                         | Optum p/b Kelly Benefit Strategies | + 3 min 3 s 44  |
| 9                         | Sengers Ladies | + 3 min 5 s 80  |
| 10                        | Boels Dolmans | + 3 min 33 s 70 |
| 11                        | BePink | + 3 min 48 s 49 |
| 12                        | S.C. Michela Fanini-Rox | + 4 min 34 s 18 |
| 13                        | Hitec Products UCK | + 4 min 38 s 50 |
| 14                        | Lotto Belisol Ladies | + 4 min 46 s 14 |
| 15                        | Faren Kuota | + 5 min 27 s 38 |
| 16                        | Vaiano Fondriest | + 5 min 30 s 87 |